# Petit Curial Enciclopèdic
El Petit Curial Enciclopèdic és una enciclopèdia il·lustrada d'un sol volum de més de 1.400 pàgines. És un diccionari enciclopèdic manual que conté uns 28.000 articles, 1.160 il·lustracions i 125 mapes. Està destinat a proporcionar una consulta ràpida de tota la informació sobre història, geografia, ciència i cultura universals i catalanes.
El va editar l'editorial Curial Edicions Catalanes l'any 1979 a Barcelona, sota la direcció de Max Cahner. Hi van participar: Roger Alier (música i teatre), Joan B. Culla (història contemporània), Juli Moll (toponomàstica i cartografia), Francesc Fontbona (història de l'art i cinema), Teresa Lloret (literatura i mitologia), Albert Manent (literatura catalana), Antoni Pladevall (història medieval), Lluís Marquet i Josep Tomàs i Cabot (història de la ciència), entre d'altres redactors i col·laboradors formats i cohesionats durant els anys de redacció de la Gran Enciclopèdia Catalana. ISBN 84-7256-172-0